# Constantin Anastasatu
Constantin Anastasatu (n. 2 septembrie 1917, Corabia – d. 26 iulie 1995, București) a fost un medic ftiziolog român, membru titular al Academiei Române din 1990. Sora sa, Elena Papahagi (1921-2012), era mama criticului literar Marian Papahagi.

## Activitate profesională
Studiile primare și secundare le efectuează la Râmnicu Vâlcea între 1928-1936. Studiază medicina la București și Cluj (1937-1942), Sibiu (1942-1943). Se specializează în chirurgie la Cluj (1944), unde primește ulterior titlul de doctor. Între 1946-1956 este asistent la Clinica ftiziologică din cadrul Institutului de Medicină și Farmacie din Cluj, între 1956-1961 este profesor clinicii de ftiziologie la Institutul de Medicină și Farmacie din Timișoara, ulterior și în cadrul IMF București. Primește titlul de doctor docent în științe în anul 1964. Între 1972-1976, Anastasatu este rector al Institutlui de medicină și farmacie din București. În anul 1973 primește titlul de medic emerit.
Constantin Anastasatu a fost membru corespondent al Academiei Române (1974), membru titular al Academiei de Științe medicale (1969) și președinte al Societății de Pneumologie și Ftiziologie (1974). A avut și recunoaștere internațională, în acest sens fiind membru consilier al Uniunii Internaționale împotriva tuberculozei și a primit în 1967 Medalia de aur C. Forlanini din partea Federației italiene de tuberculoză.
Activitatea de cercetare și-a îndreptat-o îndeosebi spre diagnosticarea și tratamentul tuberculozei, dar a avut și alte studii în privința altor afecțiuni pulmonare. În timpul studiilor a experimentat clinic medicamentele tuberculostatice, iar în urma acestor studii a formulat noi scheme de chimioterapie. Pentru o mai bună acțiune de masă în vederea eradicării tuberculozei, a inițiat și desfășurat diverse studii de epidemiologie a infecției tuberculoase.
În memoria activității medicului Anastasatu, spitalul de pneumoftiziologie din Mihăești, Vâlcea poartă numele doctorului (Spitalul de pneumoftiziologie "Constantin Anastasatu").

## Lucrări
- Chimioterapia și chimioprofilaxia tuberculozei (1964)
- Scintigrafia pulmonară (colaborare 1970)
- Ftiziologia clinică (2 volume, colaborare 1972-1975)
- Terapia tubercolozei pulmonare (colaborare, 1973)
- Metodologia cercetărilor de epidemiologie în tuberculoză (1971)